# کوه چماه
کوه چماه (به لاتین: Mount Chamah) ، یک کوه در مالزی است که در کلانتان واقع شده‌است. کوه چماه ۲٬۱۳۴ متر بالاتر از سطح دریا واقع شده‌است.